# Hydrolithon rupestris
Hydrolithon rupestris (Foslie) Penrose, 1996  é o nome botânico  de uma espécie de algas vermelhas pluricelulares do gênero Hydrolithon, família Corallinaceae, subfamília Mastophoroideae.
- São algas marinhas encontradas na Austrália e Polinésia Francesa.

## Sinonímia
- Lithophyllum rupestre   Foslie, 1907
- Mesophyllum rupestre   (Foslie) Adey, 1970